# Phyllomys
A Phyllomys az emlősök (Mammalia) osztályának a rágcsálók (Rodentia) rendjébe, ezen belül a tüskéspatkányfélék (Echimyidae) családjába tartozó nem.

## Rendszerezés
A nembe az alábbi 12 faj tartozik:
- Phyllomys blainvillii Jordan, 1837 - típusfaj; szinonimája: Echimys blainvillei
- Phyllomys brasiliensis Lund, 1840 - szinonimája: Echimys brasiliensis
- Phyllomys dasythrix Hensel, 1872 - szinonimája: Echimys dasythrix
- Phyllomys kerri Moojen, 1950
- Phyllomys lamarum Thomas, 1916 - szinonimája: Echimys lamarum
- Phyllomys lundi Leite, 2003
- Phyllomys mantiqueirensis Leite, 2003
- Phyllomys medius Thomas, 1909
- Phyllomys nigrispinus Wagner, 1842 - szinonimája: Echimys nigrispinus
- Phyllomys pattoni Emmons, Leite, Kock, & Costa, 2002
- Phyllomys thomasi Ihering, 1871 - szinonimája: Echimys thomasi
- Phyllomys unicolor Wagner, 1842 - szinonimája: Echimys unicolor